# Li Yongbo
Li Yongbo (Dalian, 18 de setembro de 1962) é um ex-jogador e treinador de badminton chinês. Foi medalhista olímpico e era especialista em duplas.

## Carreira
Li Yongbo representou seu país nos Jogos Olímpicos de Verão de 1992, conquistando a medalha de bronze, nas duplas em 1992, com a parceria de Tian Bingyi. Atualmente treina a Seleção Chinesa de Badminton.